# Sơn Hải quan

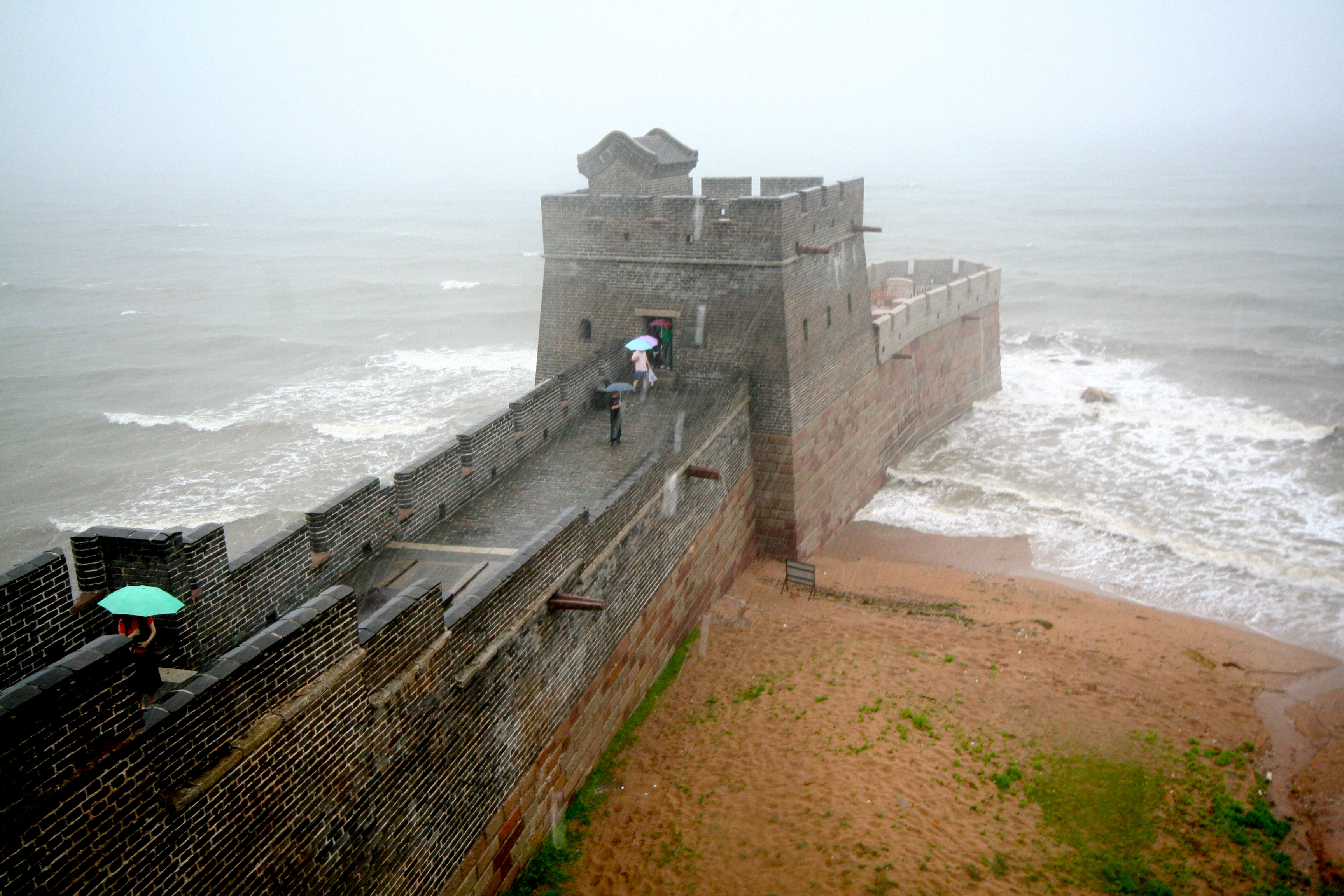
Điểm cực Đông của Vạn Lý Trường Thành nằm tại Sơn Hải Quan, giáp bờ biển. Mệnh danh là "lão long đầu".

Sơn Hải quan (cũng gọi là Du quan (榆關), cùng với Gia Dục quan và Cư Dung quan, là một trong các cửa ải chính của Vạn lý trường thành. Di tích này nay thuộc quận Sơn Hải Quan, Tần Hoàng Đảo, Hà Bắc. Năm 1961, Sơn Hải quan được Quốc vụ viện phê chuẩn là một đơn vị bảo hộ văn vật trọng điểm toàn quốc hạng nhất.
Ngày nay, đây là một địa điểm du lịch nổi tiếng, là cực đông của tuyến Trường thành chính vào thời nhà Minh, cũng được gọi là "thiên hạ đệ nhất quan"-tương ứng với tên gọi "Thiên hạ đệ nhất hùng quan" của Vạn lý trường thành. Nơi mà bức tường thành chạm giáp với Bột Hải có biệt danh là "Lão Long Đầu."
Cửa ải nằm cách 300 kilômét (190 mi) về phía đông của Bắc Kinh và có thể tiếp cận bằng đường cao tốc Kinh Thẩm chạy từ thủ đô về phía đông bắc, tới Thẩm Dương.

## Lịch sử
Trong lịch sử Trung Quốc, Sơn Hải quan là một cửa ải biên giới nhằm phòng thủ Trung Nguyên trước sự tấn công từ các dân tộc du mục, các quốc gia tại Đông Bắc như Cao Câu Ly, Khiết Đan, Vương quốc Bột Hải, Đại Liêu, Đại Kim, Nữ Chân và Mãn Châu, Mãn Thanh.
Sơn Hải quan nằm ở phía nam Yên Sơn, và ở phía bắc Bột Hải. Trong các thế kỷ, cửa ải trấn giữ lối đi hẹp, yếu đạo giao thông giữa Đông Bắc và Hoa Bắc. Cả Bắc Tề và nhà Đường đều từng cho xây cửa ải tại đây. Năm 696 Lý Tận Trung chiếm Doanh Châu phía đông bắc Sơn Hải quan tự xưng là Vô Thượng Khả hãn, lập Đại Khiết Đan quốc chống lại nhà Chu của Võ Tắc Thiên. Tháng 5 năm 696 Lý Tận Trung phái Lý Giai Cố dẫn quân Khiết Đan vượt Vạn Lý Trường Thành, chiếm Sơn Hải quan, liên minh với người Tích Bà chiếm U Châu và đánh đến Ký Châu (nay thuộc Hàm Đan, Trung Quốc) của nhà Chu, uy hiếp kinh đô Lạc Dương của Võ Tắc Thiên. Võ Tắc Thiên phải phái Địch Nhân Kiệt giữ Ký Châu và phái Vương Hiếu Kiệt dẫn quân Chu từ Lạc Dương đánh vào Đông Hạp Thạch Cốc phía đông Doanh Châu, buộc Lý Giai Cố rút quân khỏi Ký Châu, U Châu, Sơn Hải quan và Vạn Lý Trường Thành trở về đông bắc giao chiến với Vương Hiếu Kiệt mùa xuân năm 697. Năm 1381, tướng nhà Minh là Từ Đạt cho xây dựng Sơn Hải quan, tên gọi này xuất phát từ vị trí nằm giữa núi và biển.

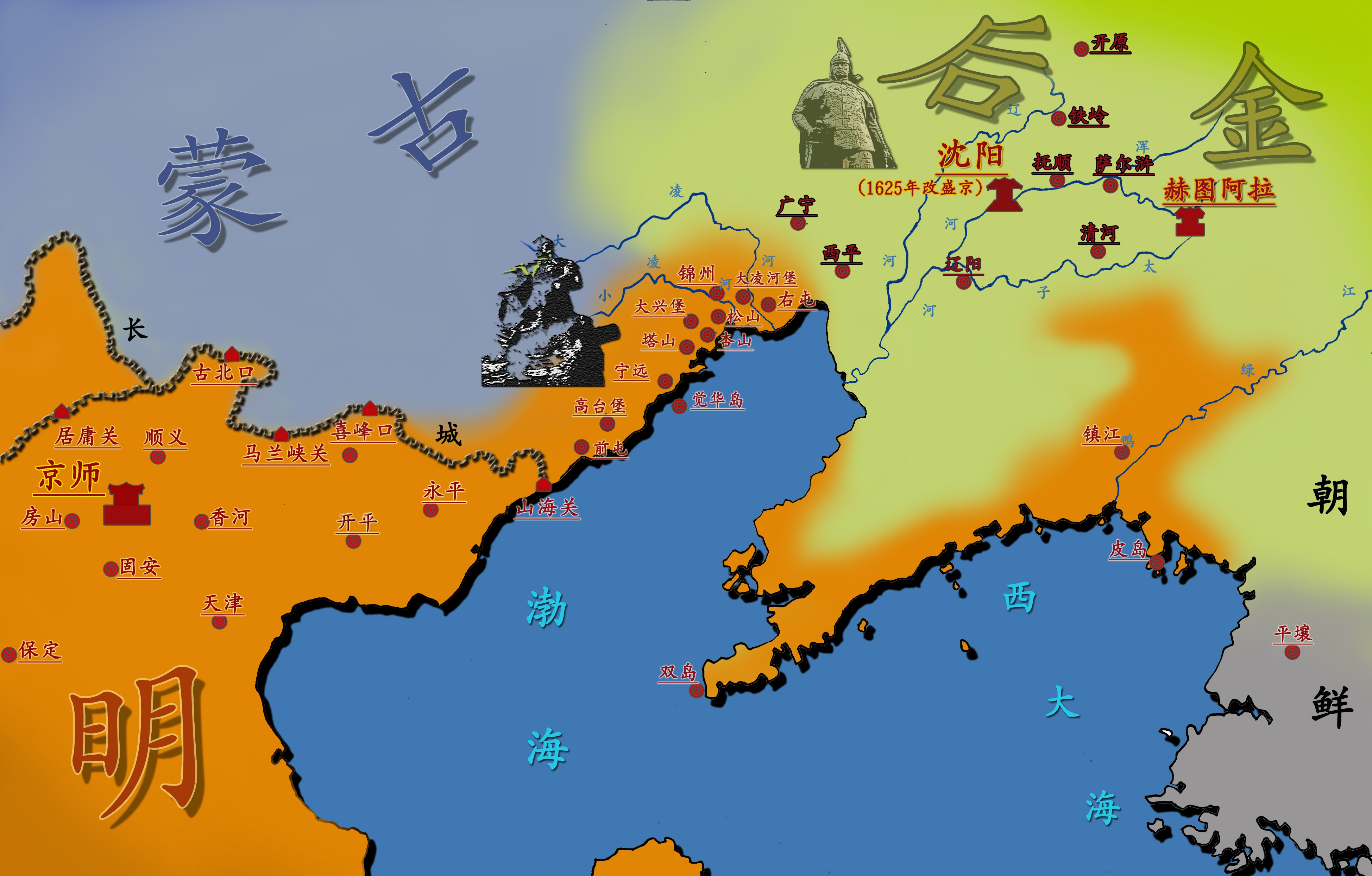
Những năm cuối thời nhà Minh, Liêu Ninh là nơi tranh giành của quân Hậu Kim, Mông Cổ và Minh. Sơn Hải quan có vị trí chiến lược để Hậu Kim xâm nhập Trung Nguyên.

Về sau, tướng nhà Minh là Thích Kế Quang bắt đầu cho củng cố và xây dựng một thành quanh Sơn Hải quan, tường thành và pháo đài ở phía đông, nam và bắc của cửa ải. Sơn Hải quan trở thành một trong những cửa ải được củng cố vững mạnh nhất tại Trung Quốc và cho đến ngày nay, đây cũng là một trong những cửa ải được bảo tồn tốt nhất của Vạn lý trường thành.
Có hai ghi chép về trận chiến Sơn Hải quan vào cuối thời Minh. Phiên bản nổi tiếng hơn và mang tính tiểu thuyết hơn thuật rằng: Vào thời nhà Minh, tướng Ngô Tam Quế đã gần như chấp thuận đầu hàng và tham gia quân nổi dậy của Lý Tự Thành nhưng sau khi nghe tin ái thiếp là Trần Viên Viên bị họ Lý chiếm đoạt, ông đã nổi giận và liên lạc với Đa Nhĩ Cổn của Mãn Châu, kết quả dẫn đến việc mở Sơn Hải quan cho quân Mãn. Liên quân Ngô Tam Quế và Mãn Châu đã chiến thắng trong trận Sơn Hải quan chống lại Lý Tự Thành. Chiến thắng của quân Mãn Châu đã làm nền tảng cho việc tiêu diệt không chỉ quân nổi dậy của Lý Tự Thành mà còn là của nhà Minh và thiết lập quyền cai trị vững chắc của người Mãn trên toàn cõi Trung Quốc. Người Mãn lập nên triều đại phong kiến cuối cùng trong lịch sử Trung Quốc là nhà Thanh.
Ghi chép thứ nhì là Ngô Tam Quế đã đầu hàng Lý Tự Thành, nhưng trên đường đến Bắc Kinh, ông đã nghe được thông tin về một nhà nước hỗn loạn tại kinh đô và các vụ thảm sát của quân Lý Tự Thành, cũng như vụ giết phụ thân của ông. Ngô Tam Quế nổi giận, ông trở lại Sơn Hải quan và đầu hàng thủ lĩnh quân Mãn Châu, mở cửa Sơn Hải quan cho quân Mãn. Quân của Ngô Tam Quế sau đó phối hợp với quân Mãn Châu chống lại quân Lý Tự Thành. Kết quả là quân Mãn Châu đã tiêu diệt lực lượng của Lý Tự Thành bằng cách dùng một miếng vải gắn liền với đồng phục của quân Ngô Tam Quế để phân biệt đồng minh và kẻ thù.
Vào thời nhà Thanh, Sơn Hải quan, với vị trí nằm giữa Bắc Kinh và Thẩm Dương, là cửa ngõ để đến kinh đô. Trong thời Dân Quốc, cũng như trong chiến dịch Liên quân tám nước và Chiến tranh thế giới lần thứ 2, Sơn Hải qua là nơi diễn ra nhiều cuộc xung đột.
Encyclopædia Britannica năm 1911 viết rằng: Sơn Hải quan, một thị trấn đồn trú ở cực đông của tỉnh Trực Lệ, Trung Quốc, dân số khoảng 30.000 người. Nó nằm ở điểm mà dãy các ngọn đồi bao gồm Vạn lý trường thành dốc xuống biển, tạo thành một quan hay cửa ải giới hạn phạm vi của Trung Quốc bản thổ và Mãn Châu. Vì thế đây là một đồn quân sự quan trọng, và là một tuyến đường thương mại giữa Mãn Châu và Trung Nguyên của Trung Quốc. Tuyến đường sắt Bắc Hoàng đế từ Thiên Tân và Đại Cô 174 m. từ nơi trước đó, chạy qua cửa ải, và men theo bờ biển vịnh Liêu Đông xa đến cảng hiệp ước Ngưu Trang, nơi nó được kết nối với một tuyến đường sắt đi tử cảng Arthur (Lữ Thuận) đến tuyến đường chính Siberi. Cửa ải tạo thành giới hạn phía nam của phạm vi ảnh hưởng của Nga theo quy định trong hiệp ước giữa Anh và Nga vào ngày 28 tháng 4 năm 1899.
Tháng 7 năm 1904, 15.000 quân Nhật đã đổ bộ lên Sơn Hải quan, trước khi hành quân đến Bắc Kinh để kết thúc cuộc bao vây các công sứ của Phong trào Nghĩa Hòa Đoàn. Một cuộc oanh tạc trước khi đổ bộ là không cần thiết do chỉ có một ít lính Trung Quốc hiện diện tại đây. Quan hệ đồng minh đã bị giáng một đòn mạnh khi một cuộc ẩu đả xảy ra tại Sơn Hải quan giữa quân Nhật Bản và quân Pháp. Trong vụ xung đột, ba lính Pháp và bảy lính Nhật đã bị giết, năm lính Pháp và 12 lính Nhật đã bị thương.

## Cấu trúc
Cửa ải Sơn Hải quan là một hình vuông, với chu vi khoảng 4 km. Các bức tường cao đến 14 mét, và dày 7 mét. Các mặt phía đông, nam và bắc có một hào sâu và rộng bao quanh. Có các cầu bắc qua hào. Ở trung tâm của cửa ải có một tháp chuông cao.
Tất cả bốn mặt của Sơn Hải quan đều có cổng: Trấn Đông môn (đông), Nghênh Ân môn (tây), Vọng Dương môn (nam), và Uy Viễn môn (bắc). Do trải qua nhiều thế kỷ, chỉ Trấn Đông môn còn lại cho đến ngày nay. Trấn Đông môn là cửa quan trọng nhất của Sơn Hải quan do vị trí đối mặt với phía ngoài cửa ải.
Viết trên một tấm bảng treo trên cổng thành là một tên thay thế của Sơn Hải quan, "Thiên hạ đệ nhất quan" (天下第一关). Không nên nhầm lẫn với "Thiên hạ đệ nhất hùng quan" (天下第一雄关), biệt danh của một cửa ải khác nằm ở cực tây của Vạn lý trường thành.

## Hình ảnh

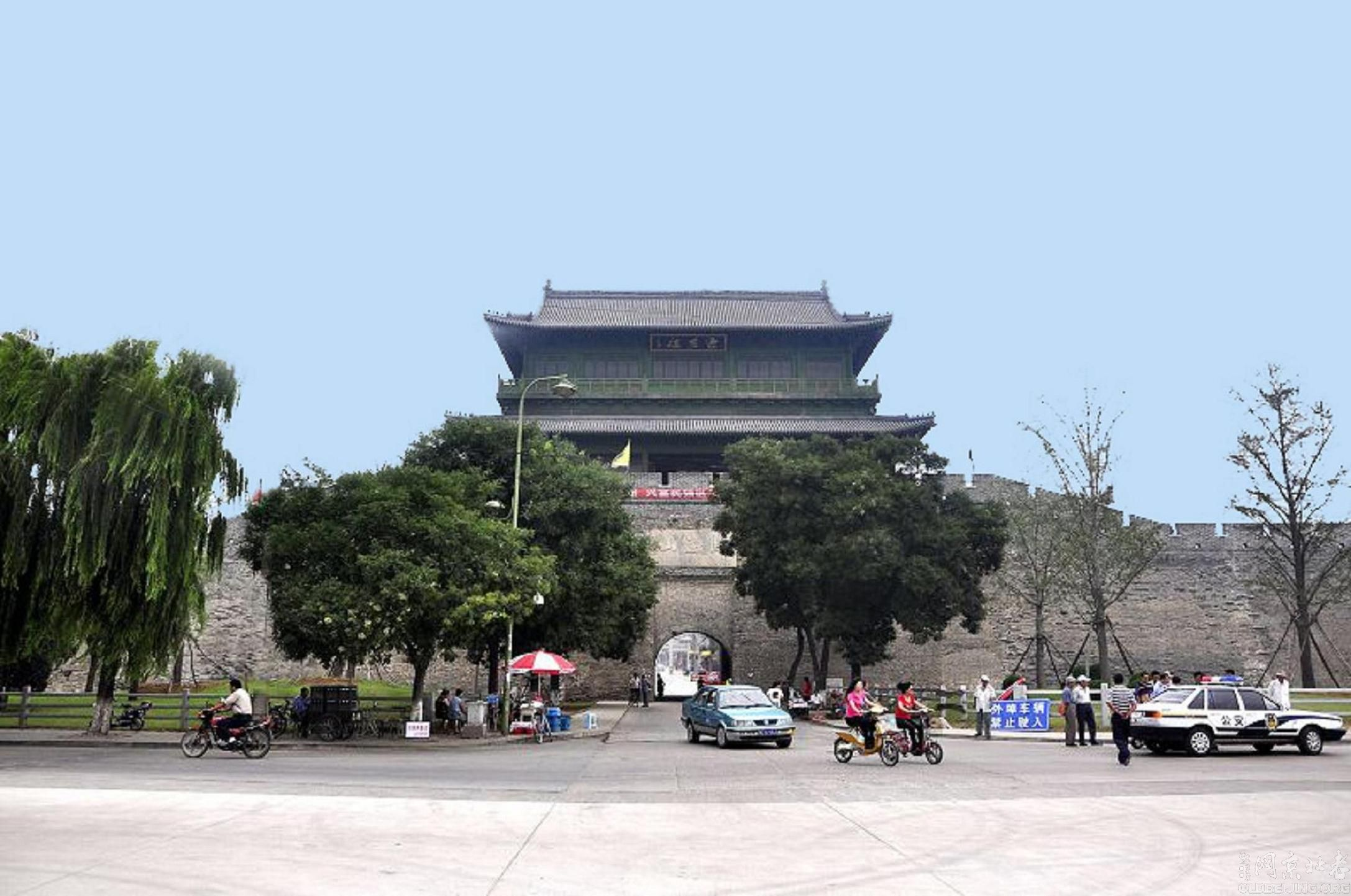
Nghênh Ân môn - của Tây Sơn Hải Quan
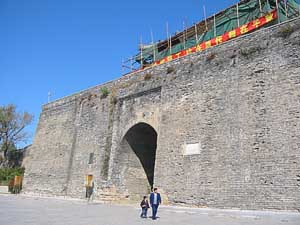
Trùng tu Sơn Hải Quan
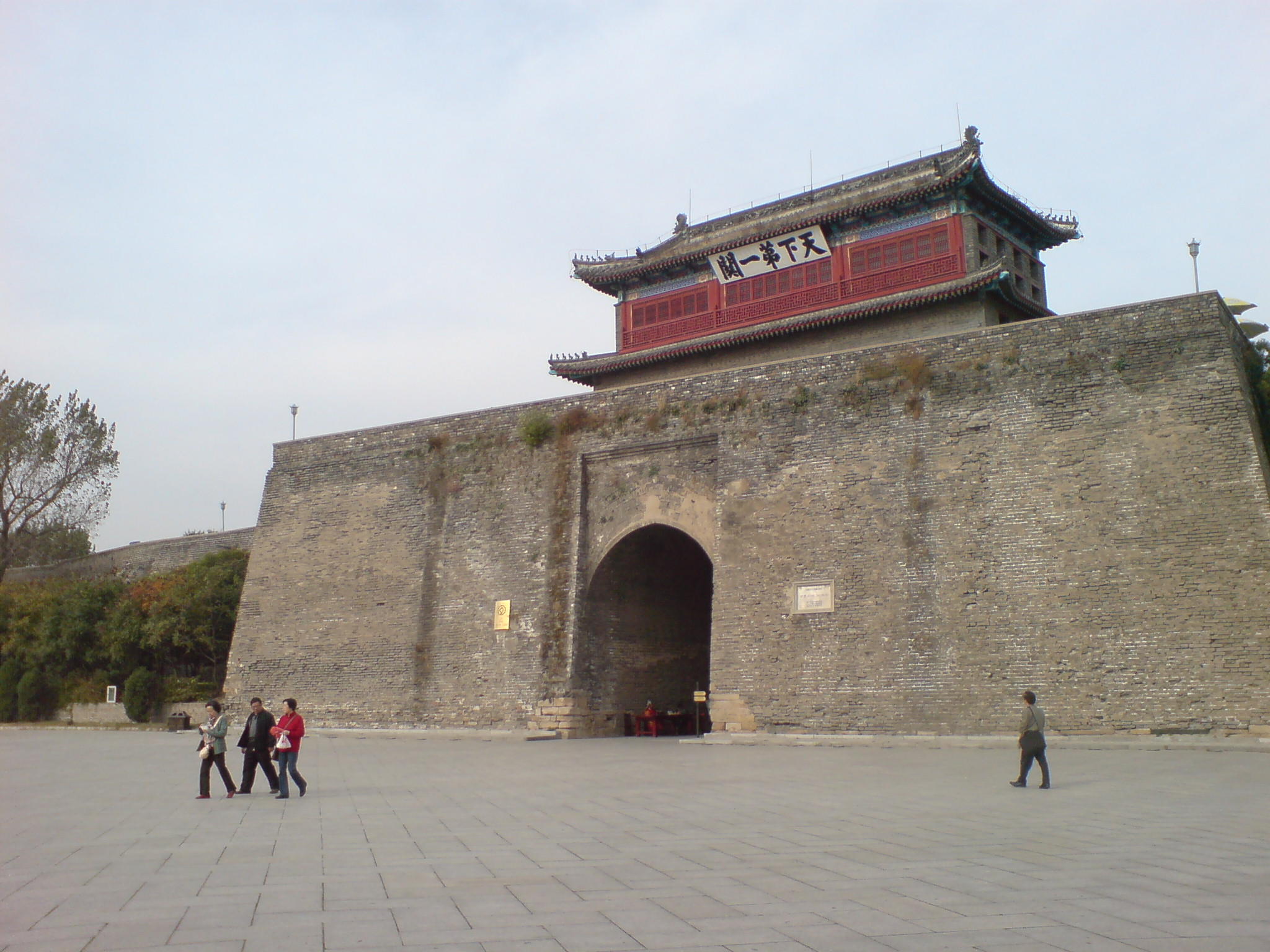
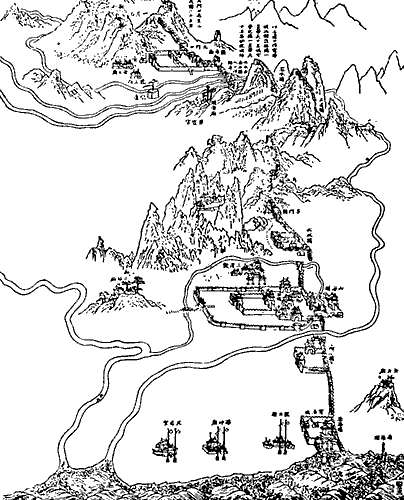
Sơn Hải Quan qua tranh vẽ thời Minh
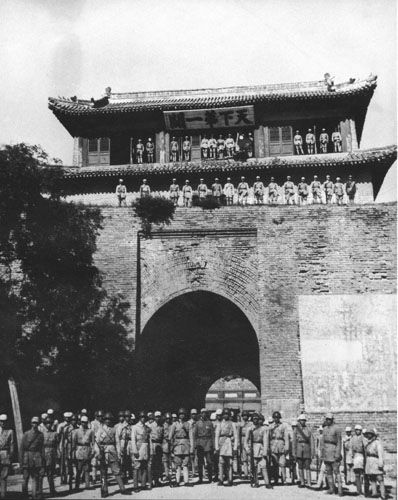
Giải phóng quân ở Sơn Hải Quan